# Bojan Zajić
Bojan Zajić (ur. 17 czerwca 1980 w Kruševacu) − serbski piłkarz grający na pozycji pomocnika w norweskim klubie Sarpsborg 08 FF, do którego trafił w 2014 roku.

## Kariera klubowa
Zajić jest wychowankiem klubu Napredak Kruševac. W seniorskiej drużynie zadebiutował w wieku 18 lat. Kolejnymi klubami w jego karierze były Obilić Belgrad, BASK Belgrad oraz FK Partizan. Latem 2007 roku Zajić przeniósł się do ligi norweskiej, podpisując kontrakt z klubem Vålerenga Fotball. W 2014 przeszedł do Sarpsborg 08 FF.

## Kariera reprezentacyjna
Zajić w reprezentacji Serbii, występującej wówczas pod nazwą Serbia i Czarnogóra, zadebiutował w 2004 roku. Dotychczas rozegrał w kadrze 2 mecze (stan na 1 kwietnia 2013).
| Mecze i gole w reprezentacji | Mecze i gole w reprezentacji | Mecze i gole w reprezentacji | Mecze i gole w reprezentacji | Mecze i gole w reprezentacji | Mecze i gole w reprezentacji | Mecze i gole w reprezentacji |
| #                            | Data                         | Stadion                      | Rywal                        | Wynik                        | Gol                          | Rozgrywki                    |
| 2004                         | 2004                         | 2004                         | 2004                         | 2004                         | 2004                         | 2004                         |
| ---------------------------- | ---------------------------- | ---------------------------- | ---------------------------- | ---------------------------- | ---------------------------- | ---------------------------- |
| 1.                           | 11.07.2004                   | Fukuoka, Japonia             | Słowacja                     | 2:0                          | 0                            | towarzyski                   |
| 2008                         |                              |                              |                              |                              |                              |                              |
| 2.                           | 14.12.2008                   | Antalya, Turcja              | Polska                       | 0:1                          | 0                            | towarzyski                   |

## Sukcesy
- Puchar Norwegii: 2008